# Ravenea xerophila
Ravenea xerophila är en enhjärtbladig växtart som beskrevs av Henri Lucien Jumelle. Ravenea xerophila ingår i släktet Ravenea och familjen Arecaceae. IUCN kategoriserar arten globalt som sårbar. Inga underarter finns listade i Catalogue of Life.

## Bildgalleri

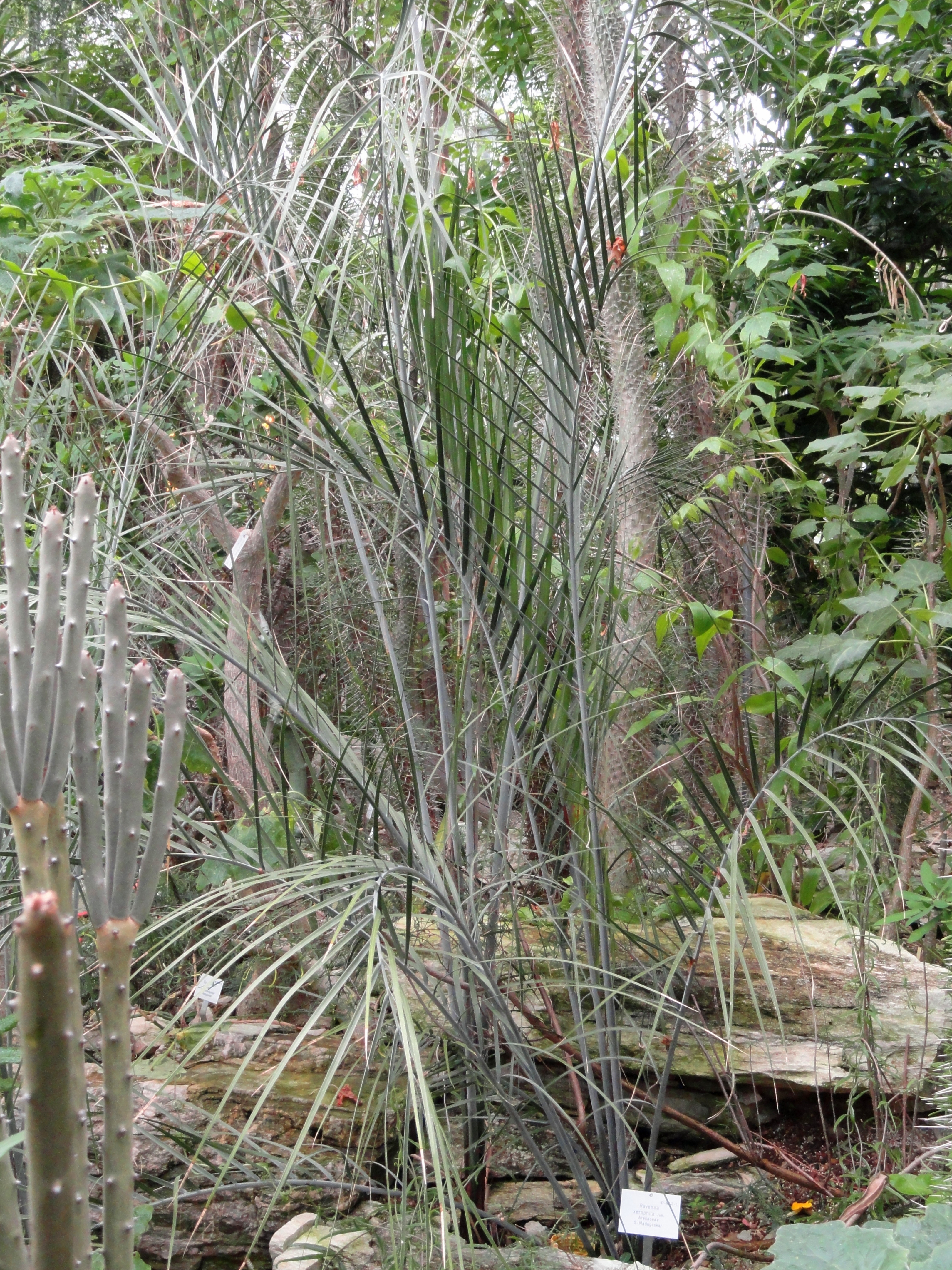